# U-748
Unterseeboot 748 foi um submarino alemão do Tipo VIIC, pertencente a Kriegsmarine que atuou durante a Segunda Guerra Mundial.

## Comandantes
| Comandante                     | Data                                            |
| ------------------------------ | ----------------------------------------------- |
| Oblt. Götz Roth                | 6 de outubro de 1943 - 17 de setembro de 1944   |
| Oblt. Joachim Knecht           | 18 de setembro de 1944 - 29 de novembro de 1944 |
| Oblt. Hans-Friedrich Puschmann | 30 de novembro de 1944 - 20 de abril de 1945    |
| Oblt. Gottfried Dingler        | 21 de abril de 1945 - 3 de maio de 1945         |

## Subordinação
Durante o seu tempo de serviço, esteve subordinado às seguintes flotilhas:
| Período                                    | Flotilha                                 |
| ------------------------------------------ | ---------------------------------------- |
| 1 de setembro de 1943 - 1 de abril de 1945 | 24. Unterseebootsflottille (treinamento) |
| 1 de abril de 1945 - 3 de maio de 1945     | 31. Unterseebootsflottille (treinamento) |